# دمیترو کریوتسوف
دمیترو کریوتسوف (اوکراینی: Кривцов Дмитро Іванович؛ زادهٔ ۳ آوریل ۱۹۸۵) دوچرخه‌سوار اهل اوکراین است.
از باشگاه‌هایی که در آن بازی کرده‌است می‌توان به ویلیر تریستینا–سله ایتالیا و تیم یوای‌ئی امارات اشاره کرد.